# Orcagna

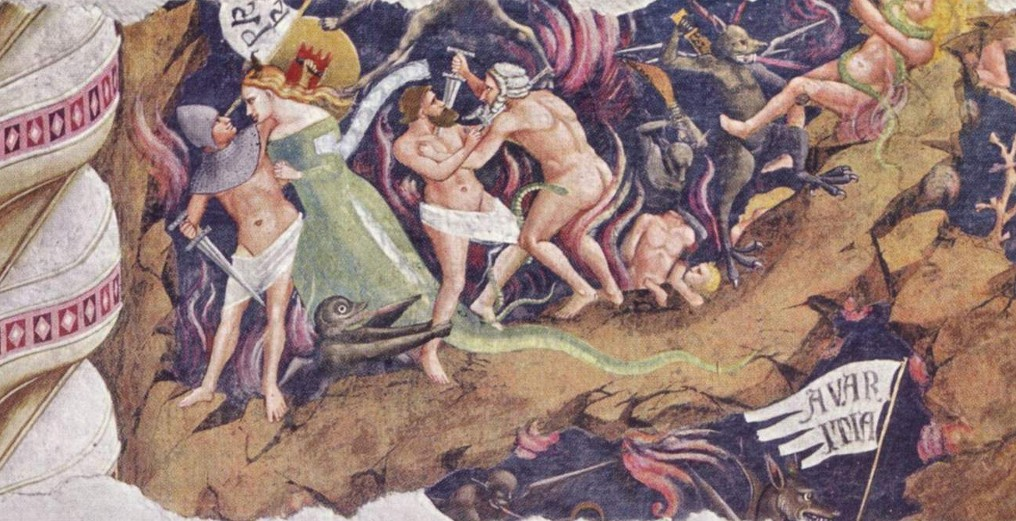
Freskórészlet a firenzei Santa Croce templomban

Orcagna, eredeti nevén Andrea di Cione Arcangelo (Firenze, 1320 – Firenze, 1368) itáliai festő, szobrász és építész, a 14. században Firenzében élt. Művei az olasz gótika stílusjegyeit viselik.

## Élete
Művei közül a legfontosabbak a firenzei Santa Maria Novella templom Strozzi-kápolnájában festett falfestményei: az Utolsó ítélet, a Pokol (Dante költeménye nyomán), illetve a Paradicsom. Ugyanott található az 1357-ben alkotott oltárképe, amelyen Krisztus Péternek kulcsot, Aquinói Szent Tamásnak könyvet nyújt át, szentektől és angyaloktól körülvéve. A londoni nemzeti képtárban is van egy oltárképe, amelynek a középső része Mária koronázását ábrázolja. Sokáig neki tulajdonították a pisai Camposanto falfestményeit, az Utolsó ítéletet, a Poklot és a Halál diadalát. Építészként a firenzei Loggia de' Lauri és az Or San Michele templom építésében vett részt, szobrászati művei közül pedig az Or San Michele templom szentségházának domborművei és apró szobrai maradtak fönn.